# غنج أباد (أشنوية)
غنج‌ أباد هي قرية في مقاطعة أشنوية، إيران. عدد سكان هذه القرية هو 67 في سنة 2006.